# Jon Karrikaburu
Jon Karrikaburu Jaimerena (Elizondo, Navarra, 19 de septiembre de 2002) es un futbolista español. Juega de delantero y su equipo es la Real Sociedad de la Primera División de España.

## Trayectoria
Jon pronto destacó en las categorías inferiores del Baztán, club de futbol de su localidad, y ya en infantiles comenzó a jugar con el equipo de esa categoría de la Real Sociedad.
En la temporada 2020-21 ascendió a la Real Sociedad de Fútbol "C". Su destacada actuación le valió para ser el máximo goleador de la categoría con 22 goles en Tercera, lo que le abrió las puertas a disputar sus primeros partidos con Real Sociedad "B", el filial txuriurdin.
En la temporada 2022-23 fue promocionado al primer equipo de la Real, con el que participó en doce partidos. En enero de 2023 se hizo oficial su cesión hasta final de temporada al Club Deportivo Leganés. En septiembre volvió a salir cedido, esta vez al Deportivo Alavés, donde estuvo hasta el mes de enero. Al día siguiente de cancelarse esta cesión, fue prestado al F. C. Andorra hasta el término de la campaña. La siguiente recaló en el Real Racing Club de Santander en una nueva cesión.

## Estadísticas

### Clubes
Actualizado al último partido disputado el 12 de junio de 2025.
| Club                         | Div.          | Temporada     | Liga  | Liga  | Copas nacionales | Copas nacionales | Copas internacionales | Copas internacionales | Total | Total |
| Club                         | Div.          | Temporada     | Part. | Goles | Part.            | Goles            | Part.                 | Goles                 | Part. | Goles |
| ---------------------------- | ------------- | ------------- | ----- | ----- | ---------------- | ---------------- | --------------------- | --------------------- | ----- | ----- |
| Real Sociedad "C" · España   | 3.ª           | 2019-20       | 17    | 9     | —                | —                | —                     | —                     | 17    | 9     |
| Real Sociedad "C" · España   | 3.ª           | 2020-21       | 20    | 22    | —                | —                | —                     | —                     | 20    | 22    |
| Real Sociedad "C" · España   | Total club    | Total club    | 37    | 31    | 0                | 0                | 0                     | 0                     | 37    | 31    |
| Real Sociedad "B" · España   | 2.ª B         | 2020-21       | 9     | 4     | —                | —                | —                     | —                     | 9     | 4     |
| Real Sociedad "B" · España   | 2.ª           | 2021-22       | 36    | 11    | —                | —                | —                     | —                     | 36    | 11    |
| Real Sociedad "B" · España   | Total club    | Total club    | 45    | 15    | 0                | 0                | 0                     | 0                     | 45    | 15    |
| Real Sociedad · España       | 1.ª           | 2021-22       | 0     | 0     | 0                | 0                | 1                     | 0                     | 1     | 0     |
| Real Sociedad · España       | 1.ª           | 2022-23       | 6     | 0     | 2                | 2                | 4                     | 0                     | 12    | 2     |
| Real Sociedad · España       | Total club    | Total club    | 6     | 0     | 2                | 2                | 5                     | 0                     | 13    | 2     |
| C. D. Leganés · España       | 2.ª           | 2022-23       | 19    | 3     | —                | —                | —                     | —                     | 19    | 3     |
| C. D. Leganés · España       | Total club    | Total club    | 19    | 3     | 0                | 0                | 0                     | 0                     | 19    | 3     |
| Deportivo Alavés · España    | 1.ª           | 2023-24       | 2     | 0     | 2                | 3                | —                     | —                     | 4     | 3     |
| Deportivo Alavés · España    | Total club    | Total club    | 2     | 0     | 2                | 3                | 0                     | 0                     | 4     | 3     |
| F. C. Andorra · Andorra      | 2.ª           | 2023-24       | 21    | 3     | —                | —                | —                     | —                     | 21    | 3     |
| F. C. Andorra · Andorra      | Total club    | Total club    | 21    | 3     | 0                | 0                | 0                     | 0                     | 21    | 3     |
| Racing de Santander · España | 2.ª           | 2024-25       | 43    | 8     | 2                | 1                | —                     | —                     | 45    | 9     |
| Racing de Santander · España | Total club    | Total club    | 43    | 8     | 2                | 1                | 0                     | 0                     | 45    | 9     |
| Total carrera                | Total carrera | Total carrera | 173   | 60    | 6                | 6                | 5                     | 0                     | 184   | 66    |